# Горный, Игорь Викторович
И́горь Ви́кторович Го́рный (род. 11 мая 1973, Ленинград, СССР) — российский физик, доктор физико-математических наук, профессор РАН (2016).

## Биография
Родился в Ленинграде в 1973 году.
Окончил Санкт-Петербургский государственный политехнический университет, физико-технический факультет (1989—1995).
С 1996 года работает в Физико-техническом институте им. А. Ф. Иоффе РАН, в настоящее время — старший научный сотрудник.
Кандидатская диссертация (физика полупроводников и диэлектриков):
- К теории эффектов слабой локализации и электрон-электронного взаимодействия в двумерных полупроводниковых структурах : диссертация … кандидата физико-математических наук : 01.04.10. — Санкт-Петербург, 1998. — 135 с. : ил.

Тема защищённой в Германии диссертации (Habilitation) «Interaction effects in electronic transport» соответствует докторской диссертации по специальностям 01.04.02 Теоретическая физика, 01.04.07 (Физика конденсированного состояния).
Профессор РАН (2016).
Научные достижения:
- более 100 научных работ, индекс цитирования более 2000, индекс Хирша 24;
- лауреат премии для молодых ученых Европейского научного фонда ESF EURYI Award 2005.